# Almirante Tamandaré do Sul
Almirante Tamandaré do Sul là một đô thị thuộc bang Rio Grande do Sul, Brasil. Đô thị này có diện tích 265,368 km², dân số năm 2010 là 2062 người, mật độ 8,13 người/km².